# 真木氏 (牧野家重臣)
真木氏（まきし）は、室町・戦国期の三河国東部の国人・≥牧野家の寄騎、また近世大名牧野家の重臣、槇氏・真木氏のことである。特に初代越後国長岡藩主牧野駿河守忠成の父であった牧野新次郎康成と兄弟分の筋目を持っていたため、牧野家中で特権的な扱いを受けていた。長岡藩牧野家、信濃国小諸藩牧野家、越後国三根山藩牧野家の重臣に真木氏・槇氏がある。
出自・門地については三河真木氏に、また、信濃国小諸藩家老職真木要人則道にも、各々関連した説明がある。

## 出自及び真木（槇）氏の概略
江戸時代に長岡藩先法家・信濃小諸藩の重臣となった真木（槇）氏の先祖は、三河国宝飯郡（豊川市）の土豪（あるいは正五位下加知天神の神官神職・鍛冶職能集団など）であったとされる。
その足跡の初見は、南朝正平5年・北朝観応元年（1350年）のことであり、河内国（現、大阪府南部）から、金山神を奉じて三河国宝飯郡（現、愛知県豊川市周辺）に渡来してきた（槇家系記・中條神社社記）。
真木・槇・牧野は、発音が似ているため牧野氏と同族異流・近縁ではないかと俗に、指摘されているが、文献上の根拠はなく、槇（真木）氏は、かなり古くから宝飯郡に存在するので、この推論は、慎重に検討する必要がある。
真木氏は、橘姓を称する一方で、太平記などに記述が見える南朝（後村上天皇）の忠臣、真木定観の末裔を称するものもあり、牧野氏近縁説と、真っ向から対立しているが、この説は一次史料が現存していなため断定はできない。
また宝飯郡瀬木村は、その昔は真木村といったとする古記録（三河国八名郡誌など）がある。真木村がなぜ瀬木に改称されたか、また在地の土豪（あるいは正五位下加知天神の神官神職・鍛冶職能集団など）であった真木氏と、真木村との関係については、未解明である。

## 長岡入封以前
- 北朝観応元年/南朝正平5年(1350年)、河内国古市郡真木村より、金山比古神（金山彦神・かなやまひこのかみ）・金山比売神（金山姫神・かなやまひめのかみ）を奉じて、真木氏の先祖が三河国宝飯郡中條郷に渡来。
- （1360年）ごろ中條神社の建立。
- 永禄3年（1560年）真木（槇）三郎左衛門（某）三州富永口合戦に戦功。
- 永禄4年（1561年）4月、真木兵庫之助定安（重信）牛久保城の戦いで奮戦して討死。
- 同年4月14日、真木清十郎（重清・定善）と真木小太夫（重基）に亡父の戦功に関する感状が、駿河の戦国大名今川氏から与えられる。
- 同年4月16日、真木清十郎（重清）に今川氏真が再び感状。（14日の戦功内容確認）
- 永禄8年（1565年）2月、今川氏真の朱印状「吉田城中令取替兵粮之事」の宛名（連名）に、真木越中守・同善兵衛の名が見える。
- 永禄9年（1566年）11月、水野信元副状の宛名（連名）に槇越中守の名が見える。
- 永禄12年（1569年）、遠州堀川城の戦いに真木又次郎（某）、帰陣後に戦傷死。鍛冶村字一本松に埋葬（現、愛知県営牛久保住宅）。妻の花藻は井戸に飛び込み自殺。真木又次郎は牧野家の旗本であったとされ、牛久保城古図の内廓に屋敷があった。
- 年月未詳(1590年以降)、真木越中守は、牧野氏の所領2万石の内、知行3,000石を下されるも客人分に指し置かれる。その後、故有って牧野家を出奔。奥州会津坂下村に隠棲した。真木氏を家臣団化して、その当主を600石に差し置くとしたのが原因とされる。出奔後、改易とはならずに真木清十郎重清の実弟に3,000石の内、1700石の相続が認められる。
- 年月未詳、真木小太夫（某）が病死、その嫡子・真木五郎八500石。